# Сельсо Отеро
Сельсо Отеро (ісп. Celso Otero, нар. 1 лютого 1959, Монтевідео) — уругвайський футболіст, що грав на позиції воротаря, зокрема за «Монтевідео Вондерерс». Викликався до національної збірної Уругваю.

## Клубна кар'єра
У дорослому футболі дебютував 1978 року виступами за команду «Насьйональ», в якій провів один сезон. 
Згодом з 1980 по 1981 рік грав у складі друголігових столичних «Расінга» та «Альто Перу».
1982 року повернувся до елітного уругвайського дивізіону, де протягом наступних семи років захищав ворота «Монтевідео Вондерерс».
Завершував ігрову кар'єру в команді «Рентістас», за яку виступав протягом 1989—1991 років.

## Виступи за збірну
Включався до заявки національної збірної Уругваю на чемпіонату світу 1986 року, проте на турнірі в Мексиці був лише третім воротарем і на поле не виходив.
Свою першу і єдину гру за збірну провів 1988 року.